# Ilattia monotretalis
Ilattia monotretalis là một loài bướm đêm trong họ Noctuidae.